# Acremonium antarcticum
Acremonium antarcticum är en svampart som först beskrevs av Speg., och fick sitt nu gällande namn av David Leslie Hawksworth 1979. Acremonium antarcticum ingår i släktet Acremonium, ordningen köttkärnsvampar, klassen Sordariomycetes, divisionen sporsäcksvampar och riket svampar.   Inga underarter finns listade i Catalogue of Life.